# Мостки (Підкарпатське воєводство)
Мостки (пол. Mostki) — село на Закерзонні в Польщі, у гміні Яроцин Ніжанського повіту Підкарпатського воєводства.
Населення — 647 осіб (2011).

## Історія
Після анексії поляками Галичини західне Надсяння півтисячоліття піддавалось інтенсивній латинізації та полонізації.
У 1836 р. в селі разом із присілками Смутки, Налепи, Соколя і Депутати було 13 греко-католиків, які належали до парафії Дубрівка Каньчузького деканату Перемишльської єпархії. На той час унаслідок насильної асиміляції українці західного Надсяння опинилися в меншості.
Відповідно до «Географічного словника Королівства Польського» в 1885 р. Мостки знаходились у Нисківському повіті Королівства Галичини та Володимирії Австро-Угорщини, у селі було 679 мешканців, з них 597 римо-католиків, а решта 82 — протестанти і юдеї. Шематизм того року фіксує 13 греко-католиків.
У 1939 р. село входило до ґміни Яроцин Нисківського повіту Львівського воєводства Польщі, у селі проживало 36 українців-грекокатоликів, які належали до греко-католицької парафії Дубрівка Лежайського деканату Перемишльської єпархії.. Через свою нечисленність вони не могли протистояти антиукраїнському терору під час і після Другої світової війни.
У 1975—1998 роках село належало до Тарнобжезького воєводства.

## Демографія
Демографічна структура станом на 31 березня 2011 року:
|          | Загалом | Допрацездатний вік | Працездатний вік | Постпрацездатний вік |
| -------- | ------- | ------------------ | ---------------- | -------------------- |
| Чоловіки | 333     | 79                 | 219              | 35                   |
| Жінки    | 314     | 66                 | 170              | 78                   |
| Разом    | 647     | 145                | 389              | 113                  |

## Прихід
Кількість греко-католиків у селі: 1836—13, 1849—11, 1882—17, 1895—15, 1913—16, 1939—36.